# Dragonette
Dragonette ist eine Elektropopband aus Kanada. Sie wurde 2005 gegründet und besteht aus der Frontfrau Martina Sorbara, dem Produzenten und Bassisten Dan Kurtz, dem Gitarristen Chris Hugget und dem Schlagzeuger Joel Stouffer.

## Karriere
Sorbara und Kurtz trafen sich auf einem Musikfestival und gründeten das Duo The Fuzz, dessen  Musik sie im eigenen Keller aufnahmen. Nach diesen Aufnahmen gründeten sie Dragonette und traten bei ihrem zweiten Liveauftritt zusammen mit New Order auf. 2005 erschien Dragonette EP, woraufhin sie einen Plattenvertrag bei Mercury/Universal unterschrieben. 
Sie beschlossen, von Kanada nach London zu wechseln, nahmen ihr Debütalbum Galore auf und traten als Vorband von Künstlern wie Basement Jaxx, The Sounds und den Sugababes auf. Darüber hinaus traten sie als Headliner bei kleineren Konzerten auf. Mit der Umsiedlung nach London wurde der Gitarrist Simon Craig durch Will Stapleton ersetzt. Es erschienen kurz darauf die ersten Musikvideos im Internet, darunter auch das Video zur ersten Single I Get Around, die Platz 92 der britischen Charts erreichte. Auch die folgende Single Take It Like A Man konnte keinen großen Mainstreamerfolg verbuchen. 
Die Veröffentlichung von I Get Around in Kanada belegte Platz 57 und brachte der Band eine Nominierung für den Juno Award als beste Newcomerband ein. Auch ihre Coverversion The Girls (The Boys), im Original von Calvin Harris, konnte einige Airplay-Erfolge verbuchen. Darüber hinaus schrieben Sobara und Kurtz für Cyndi Lauper den Titel Grab a Hold, der 2008 auf dem Lauper-Album Bring Ya to the Brink erschien.
Auf den Frühsommer 2009 fielen die Veröffentlichung einer neuen Downloadsingle, Fixin to Thrill, aus dem im September 2009 in Kanada erschienenen gleichnamigem Album und eine Zusammenarbeit mit dem französischen House-Musiker Martin Solveig, Boys & Girls. Der Song wurde 2012 als Titellied zur Fernsehsendung Der Bachelor verwendet.
Größere Bekanntheit im deutschsprachigen Raum erlangte die Band mit der Single Hello, ebenfalls eine Zusammenarbeit mit Martin Solveig. Diese erreichte sowohl in Deutschland als auch in Österreich und der Schweiz die Top 10 der Singlecharts. In Österreich wurde sie zu einem Nummer-eins-Hit. In Kanada war sie die erfolgreichste Single der Gruppe.

## Diskografie

### Alben
- 2007: Galore
- 2009: Fixin to Thrill
- 2012: Bodyparts[5]
- 2016: Royal Blues

### Singles und EPs
- 2005: Dragonette EP
- 2007: I Get Around
- 2007: Take It Like a Man
- 2007: Jesus Doesn’t Love Me Anymore
- 2008: Competition
- 2009: Fixin’ to Thrill
- 2009: Pick Up the Phone
- 2009: Boys & Girls (Martin Solveig feat. Dragonette)
- 2010: Easy
- 2010: Our Summer
- 2010: Fire In Your New Shoes (Kaskade feat. Dragonette)
- 2010: Hello (Martin Solveig & Dragonette)
- 2010: Animale (Don Diablo feat. Dragonette)
- 2010: Big in Japan (Martin Solveig feat. Dragonette & Idoling!!!)
- 2010: Mixin to Thrill EP
- 2012: Let It Go
- 2012: Live in This City
- 2012: Merry X-Mas (Says Your Text Message)
- 2014: Outlines (Mike Mago & Dragonette)